# Nicrophorus sausai
Nicrophorus sausai är en skalbaggsart som beskrevs av Ruzicka, Háva och Schneider 2000. Nicrophorus sausai ingår i släktet Nicrophorus och familjen asbaggar. Inga underarter finns listade i Catalogue of Life.